# Villarreal (stacja kolejowa)
Villarreal (kat. Estació de Villarreal) – stacja kolejowa w miejscowości Villarreal, w prowincji Castellón, we wspólnocie autonomicznej Walencja, w Hiszpanii.
Jest obsługiwana przez pociągi Media Distancia i linii C-6 Cercanías Valencia Renfe.

## Położenie stacji
Znajduje się na linii kolejowej Tarragona – Walencja w km 62, na wysokości 39 m n.p.m..

## Historia
Stacja została otwarta 26 grudnia 1862 wraz z otwarciem odcinka Nules-Castellón linii Walencja-Tarragona. Prace były prowadzone przez Sociedad de los Ferrocarriles de Almansa a Valencia y Tarragona (AVT) i pod innymi nazwami, udało się połączyć Walencję z Almansa. W 1889 roku, po śmierci José Campo Péreza główną spółka połączyła się z fuzji z Norte. W 1941 roku, po nacjonalizacji linii kolejowych w Hiszpanii stała się częścią nowo utworzonego RENFE.
Od 31 grudnia 2004 infrastrukturą kolejową zarządza Adif.

## Linie kolejowe
- Tarragona – Walencja

## Połączenia
| Linia MD                                        | Pociągi                  | Z/Do           |  | Do/Z                                                              |
| ----------------------------------------------- | ------------------------ | -------------- |  | ----------------------------------------------------------------- |
| 50                                              | Regional Regional Exprés | València Norte |  | Tortosa Barcelona Benicàssim1 Oropesa del Mar1 Ulldecona-Alcanar2 |
| 1. Tylko w okresie letnim. 2.Tylko w niedziele. |                          |                |  |                                                                   |

Lokalne pociągi linii C-6, w tym CIVIS zatrzymują się na stacji co 20 minut w dni powszednie w godzinach szczytu i 1 na godzinę po południu w weekendy i święta.